# Valentina Monetta
Valentina Monetta (născută la 1 martie 1975) este o cântăreațâ cunoscută în San Marino. Ea a reprezentat San Marino la Eurovision 2012, 2013, 2014 și 2017.

## Viață și activitatea muzicală
Prima s-a trupă în care a activat se numea Tiberio.În cadrul acestei trupe și-a descoperit pasiunea pentru muzica jazz ,R&B,Soul și jazz acid. După trupa  Tiberio a activat în trupa Hip-hop Parafunky.A început parteneriatul cu  Monica Giacomobono , iar în anul 2002 lansează piesa Sharp . A continuat apoi colaborările cu mai mulți interpreți : Vanessa J ,Marcello Sutera, Nicola Peruk .
În anul 2007 a depus  melodia Se Non Ci Sei Tu  pentru a fi aleasă sa reprezinte San Marino în Concursul Muzical Eurovision 2008 , însă nu a fost selectată.

## Eurovision 2012
Pe data de 14 martie 2011 SMRTV , au anunțat că Valentina Monetta , va reprezenta San Marino în Concursul Muzical Eurovision 2012. Iar melodia a fost aleasă pe 14 martie Facebook Uh,Oh,Oh urma să reprezinte țara în concurs. Melodia a fost descalificată pe motivul că face trimitere drept , spre rețeaua de socializare Facebook, SMRT trebuind astfel să schimbe versurile melodiei sau să aleagă altă melodie nu mai târziu de 23 martie. O altă verisune a melodiei numită The Social Network Song a fost prezentată, fiind aceptata de către EBU.
Valentina a primit 31 de puncte în semifinală, ocupân locul 14. Nu s-a calificat în finală însă a obținut cel mai bun punctaj în concurs, pe care San Marino la avut vreodată din 2008.

## Eurovision 2013
Pe 30 ianuarie 2013 a fost anunțat de către SMRTV faptul că Valentina va reprezenta din nou țara la Eurovision, cu melodia Crisalide compusă de Ralph Siegel. Valentana a ocupa locul 11 în Semifinala necalificându-se în finala. Dar a avut cel mai bun loc ocupat de San Marino, și cele mai multe puncte.

## Eurovision 2014
SMRTV a anunțat ca Valentina va reprezenta pentru a treia oara țara, cu melodia Maybe.
In 2014, Valentina a participat cu melodia Maybe si a obtinut locul 24 cu 14 puncte.